# 川村拓夢
川村拓夢（1999年8月28日—），日本足球運動員，司職中場，現効力奧超球隊薩爾斯堡紅牛

## 俱樂部生涯
广岛三箭青年队出身的川村拓梦，2018赛季升入一队，但未获得联赛出场机会，日联杯出赛3场。
爱媛FC26日宣布从广岛三箭租借川村拓梦。

## 國家隊生涯
2024年1月1日，川村拓夢首次代表日本國家队出场，他并迅速打进了他首個國際賽进球。

## 外部連結
- Soccerway資料庫：川村拓夢
- Profile at Sanfrecce Hiroshima （页面存档备份，存于）